# Dymitr Fedorowicz Jelec
Dymitr Fedorowicz  Jelec herbu Leliwa (zm. przed 7 czerwca 1600 roku) – pisarz kijowski w latach 1574–1598, był wyznawcą prawosławia.
Poseł na sejm 1585 roku z województwa kijowskiego.